# Giovanni Ermiglia
Giovanni Ermiglia (Sanremo, 24 giugno 1905 – Sanremo, 14 gennaio 2004) è stato un attivista italiano, noto come fondatore dell'ONG ASSEFA Italia.

## Biografia
Dopo essersi diplomato al Liceo Cassini di Sanremo si laureò in Giurisprudenza presso l'Università di Genova e quindi in Filosofia a Torino. 
In Piemonte frequentò gli ambienti intellettuali dell'epoca legandosi sentimentalmente con la scrittrice Lalla Romano, che gli dedicherà numerose poesie. Queste sono state in seguito raccolte nel libro Poesie per Giovanni, pubblicato nel 2007 e contenente anche una ventina di componimenti inediti.
Tornato in Liguria Ermiglia accantonò l'attività forense e scelse invece di dedicarsi all'insegnamento, diventando docente di filosofia. Nella seconda metà degli anni Sessanta Ermiglia partecipò al dibattito allora in corso sul ruolo del monachesimo nella società occidentale creato dalla pubblicazione del saggio di Thomas Merton The contemplative and the atheist e, pur partendo da posizioni atee, sostenne la non compromissione del monachesimo con gli aspetti più eclatanti del potere temporale della chiesa.
Nel 1969, nel corso di un suo viaggio nello stato indiano del Tamil Nadu, conobbe Shri J. Loganathan e alcuni attivisti del Bhoodan (letteralmente "dono della terra"), un movimento fondato negli anni cinquanta da Vinoba Bhave. L'idea base era quella di convincere i latifondisti locali a donare parte delle loro terre ai contadini più poveri in modo da alleviarne il gravissimo stato di indigenza. Vinoba percorse a piedi l'India per 14 anni raccogliendo 4.193.579 acri di terreno (circa 1.700.000 ettari). I terreni donati erano però in buona parte aridi e abbandonati da anni e i potenziali beneficiari non disponevano dei mezzi tecnici ed economici necessari per metterli a coltura. 
Ermiglia ebbe l'idea di raccogliere in Italia i fondi necessari perché alcune famiglie di contadini potessero avviare la coltivazione di questi terreni rendendosi così economicamente indipendenti. L'iniziativa ottenne un buon successo e vennero costituiti vari gruppi di volontari a supporto delle Sarva Seva Farms (letteralmente "fattorie al servizio di tutti"), le realtà rurali che in India davano attuazione concreta al movimento del Bhoodan.
Nei suoi primi anni di attività l'associazione collaborò attivamente con il Movimento sviluppo e pace e con il Sermig, due importanti realtà del volontariato torinese guidate, rispettivamente, da Giorgio Ceragioli e da Ernesto Olivero.
L'impegno di Ermiglia per l'ASSEFA diventò molto intenso e i soggiorni in India si susseguirono con frequenza fino agli anni novanta, allargandone il campo d'azione; nel 1995 i vari gruppi locali vennero ufficialmente unificati in una ONG nazionale denominata ASSEFA Italia. In parallelo alla militanza in ASSEFA Ermiglia rappresentò a volte in India anche il Movimento sviluppo e pace. Negli ultimi anni l'età avanzata una lunga malattia ne rallentarono l'attività, portata però avanti da numerosi collaboratori e amici. 
Ermiglia morì a 98 anni nel 2004 nella sua città natale. Le sue sostanze sono state affidate per disposizione testamentaria alla fondazione Livia Rubino e Giovanni Ermiglia, creata allo scopo di proseguirne l'attività.

## Riconoscimenti
- Premio Artigiano della pace - 1984[6]
- Defender of Peace award - Madurai, 1986[6]
- Cittadino Benemerito di Sanremo - 1997[3]
- Menzione d'onore del premio internazionale Genova per lo sviluppo dei popoli - targa UNICEF Italia - 1988[6]
- Peace Builders award (premio conferito dal governo indiano) - 2001[10]